# Charles Loysel
Pour les articles homonymes, voir Loysel.
Charles-Joseph-Marie Loysel (14 février 1825, Rennes - 5 mars 1889, Paris), est un général et homme politique français.

## Biographie
Loysel entra à l'École Saint-Cyr en 1845, puis à l'École d'état-major. Lieutenant d'infanterie en 1850, capitaine en 1853, il fit les campagnes de Crimée et d'Italie et resta assez longtemps en Algérie. Chef d'escadron, le 26 août 1863, il fut envoyé peu de temps après au Mexique et y devint l'aide de camp de l'empereur Maximilien. Lorsque, l'épouse de ce dernier, l'impératrice Charlotte, apprend en janvier 1868 l'exécution de son mari six mois auparavant, elle est moralement brisée. Dans un ensemble de près de 400 lettres retrouvées en 1995 et principalement destinées à Charles Loysel, elle se déclare « morte » à la chute de l'empire du Mexique. Ces lettres par leur nombre et leur longueur (parfois jusqu'à vingt pages) offrent également le témoignage d'une vie quotidienne ponctuée par les crises de paranoïa et les soins qui lui sont prodigués.
Lieutenant-colonel le 10 avril 1868, il fit partie, en 1870, de l'armée du Rhin, assista à Gravelotte, à Saint-Privat et aux batailles sous Metz, et, prisonnier en vertu de la capitulation, parvint à s'échapper, et revint offrir ses services au gouvernement de la Défense nationale. Colonel depuis le 15 septembre 1870, il reçut le grade provisoire de général de brigade, grade qui lui fut confirmé le 16 septembre 1871, et fut chargé de couvrir la Normandie avec quelques troupes. 
Élu, le 8 février 1871, représentant d'Ille-et-Vilaine à l'Assemblée nationale, le 4e sur 12, par 92 820 voix (109 672 votants, 142 751 inscrits), il resta indépendant des différents groupes politiques, vota quelquefois avec le centre gauche, repoussa les préliminaires de la paix et l'amendement Wallon, mais accepta le septennat et la constitution de 1875. Il prit part aux discussions relatives à l'organisation de l'armée et au service de trois ans, et fut rapporteur de la proposition de loi sur la mise à la retraite des officiers ayant 25 ans de service. Il proposa aussi de porter à 25 ans l'âge des élections municipales. Le général Loysel fut élu, le 30 janvier 1876, sénateur d'Ille-et-Vilaine ; il prit place à droite, se mêla à la discussion de la loi sur l'état-major et vota, le 23 juin 1877, la dissolution de la Chambre demandée par le ministère de Broglie. Loysel fut promu général de division le 24 juillet 1880, et mis à la retraite peu après.

## Sources
- Coralie Vankerkhoven, Charlotte de Belgique, une folie impériale, Bruxelles, Le Bord de l'Eau, 2012, 222 p. (ISBN 978-2-35687-156-5). .
- « Charles Loysel », dans Adolphe Robert et Gaston Cougny, Dictionnaire des parlementaires français, Edgar Bourloton, 1889-1891 [détail de l’édition]